# Jaana Partanen
Jaana Partanen, née le 3 avril 1967 à Kuopio (Savonie du Nord), est une photographe finlandaise.